# غريغ ماديسون
غريغ ماديسون هو ضابط بحري كندي، ولد في 6 أغسطس 1949 في Truro, Nova Scotia ‏ في كندا.